# 广西龙胆
广西龙胆（学名：Gentiana kwangsiensis）是龙胆科龙胆属的植物，是中国的特有植物。分布在中国大陆的广西、福建、广东等地，生长于海拔1,350米至1,700米的地区，一般生长在山地石头上以及山坡阴湿草丛中，目前尚未由人工引种栽培。